# Tweede Kamerverkiezingen in het kiesdistrict Zwolle (1888-1918)

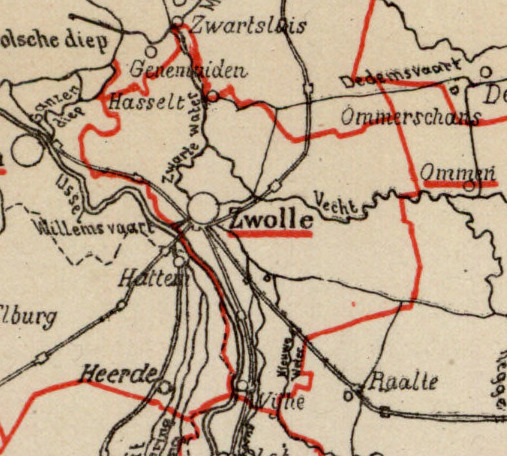
Kiesdistrict Zwolle (1888)

Tweede Kamerverkiezingen in het kiesdistrict Zwolle (1888-1918) geeft een overzicht van verkiezingen voor de Nederlandse Tweede Kamer in het kiesdistrict Zwolle in de periode 1888-1918.
Het kiesdistrict Zwolle was al ingesteld in 1848. De indeling van het kiesdistrict werd gewijzigd na de grondwetsherziening van 1887; tevens werd het kiesdistrict toen omgezet in een enkelvoudig district. Tot het kiesdistrict behoorden vanaf dat moment de volgende gemeenten: Dalfsen, Heino, Wijhe, Zwolle en Zwollerkerspel.
Het kiesdistrict Zwolle vaardigde in dit tijdvak per zittingsperiode één lid af naar de Tweede Kamer. 
Legenda
- cursief: in de eerste verkiezingsronde geëindigd op de eerste of tweede plaats, en geplaatst voor de tweede ronde;
- vet: gekozen als lid van de Tweede Kamer.

## 6 maart 1888
De verkiezingen werden gehouden na vervroegde ontbinding van de Tweede Kamer.
|                  | 6 maart |
| ---------------- | ------- |
| Kiesgerechtigden | 3.173   |
| Opkomst          | 2.764   |
| Geldige stemmen  | 2.745   |
| Blanco stemmen   | 15      |
| Kandidaten       |         |
| A. van Dedem     | 1.536   |
| W.H. de Beaufort | 1.184   |

## 9 juni 1891
De verkiezingen werden gehouden na ontbinding van de Tweede Kamer.
|                             | 9 juni |
| --------------------------- | ------ |
| Kiesgerechtigden            | 3.222  |
| Opkomst                     | 2.764  |
| Geldige stemmen             | 2.744  |
| Blanco stemmen              | 17     |
| Kandidaten                  |        |
| A. van Dedem                | 1.566  |
| J.W.J. de Vos van Steenwijk | 1.053  |
| A.H. Gerhard                | 116    |

## 10 april 1894
De verkiezingen werden gehouden na vervroegde ontbinding van de Tweede Kamer.
|                  | 10 april |
| ---------------- | -------- |
| Kiesgerechtigden | 3.212    |
| Opkomst          | 2.362    |
| Geldige stemmen  | 2.326    |
| Blanco stemmen   | 28       |
| Kandidaten       |          |
| A. van Dedem     | 1.433    |
| A. Brummelkamp   | 885      |

## 15 juni 1897
De verkiezingen werden gehouden na ontbinding van de Tweede Kamer.
|                         | 15 juni | 25 juni |
| ----------------------- | ------- | ------- |
| Kiesgerechtigden        | 6.087   | 6.087   |
| Opkomst                 | 4.772   | 4.798   |
| Geldige stemmen         | 4.698   | 4.726   |
| Blanco stemmen          | 74      | 72      |
| Kandidaten              |         |         |
| A. van Dedem            | 2.095   | 2.551   |
| J. Hoven                | 1.044   | 2.175   |
| C. de Vos van Steenwijk | 814     |         |
| A. Brummelkamp jr.      | 545     |         |
| H.H. van Kol            | 200     |         |

## 14 juni 1901
De verkiezingen werden gehouden na ontbinding van de Tweede Kamer.
|                  | 14 juni |
| ---------------- | ------- |
| Kiesgerechtigden | 5.795   |
| Opkomst          | 4.487   |
| Geldige stemmen  | 4.264   |
| Blanco stemmen   | 223     |
| Kandidaten       |         |
| A. van Dedem     | 2.343   |
| J. Hoven         | 1.206   |
| M.W. Pijnappel   | 435     |
| M. Mendels       | 280     |

## 16 juni 1905
De verkiezingen werden gehouden na ontbinding van de Tweede Kamer.
|                  | 16 juni |
| ---------------- | ------- |
| Kiesgerechtigden | 7.067   |
| Opkomst          | 6.269   |
| Geldige stemmen  | 6.113   |
| Blanco stemmen   | 156     |
| Kandidaten       |         |
| A. van Dedem     | 3.345   |
| J.A. van Gilse   | 2.394   |
| J. Oudegeest     | 374     |

## 11 juni 1909
De verkiezingen werden gehouden na ontbinding van de Tweede Kamer.
|                  | 11 juni |
| ---------------- | ------- |
| Kiesgerechtigden | 7.869   |
| Opkomst          | 6.428   |
| Geldige stemmen  | 6.263   |
| Blanco stemmen   | 165     |
| Kandidaten       |         |
| A. van Dedem     | 3.794   |
| W.H.M. Werker    | 877     |
| S. van Houten    | 840     |
| J.A. Bergmeyer   | 752     |

## 17 juni 1913
De verkiezingen werden gehouden na ontbinding van de Tweede Kamer.
|                  | 17 juni | 25 juni |
| ---------------- | ------- | ------- |
| Kiesgerechtigden | 8.889   | 8.889   |
| Opkomst          | 7.897   | 8.516   |
| Geldige stemmen  | 7.786   | 8.472   |
| Blanco stemmen   | 111     | 44      |
| Kandidaten       |         |         |
| F.M. Knobel      | 2.587   | 4.249   |
| A. van Dedem     | 3.883   | 4.223   |
| J. van Leeuwen   | 1.284   |         |
| B. Luteraan      | 32      |         |

## 15 juni 1917
De verkiezingen werden gehouden na ontbinding van de Tweede Kamer.
|                  | 15 juni |
| ---------------- | ------- |
| Kiesgerechtigden | 9.645   |
| Opkomst          | 3.967   |
| Geldige stemmen  | 3.753   |
| Blanco stemmen   | 214     |
| Kandidaten       |         |
| F.M. Knobel      | 3.236   |
| H.J. Nijhuis     | 517     |

## Opheffing
De verkiezing van 1917 was de laatste verkiezing voor het kiesdistrict Zwolle. In 1918 werd voor verkiezingen voor de Tweede Kamer overgegaan op een systeem van evenredige vertegenwoordiging met kandidatenlijsten van politieke partijen.